# Hokej na travi na OI 1932.
Olimpijske igre 1932. su se održale u SAD-u, u Los Angelesu.

## Momčadi sudionice
Sudjelovala su tri predstavništva: Britanske Indije, Japana i domaćina SAD-a.

## Natjecateljski sustav
Igralo se po jednokružnom liga-sustavu, svatko protiv svatkoga. Konačni poredak na ljestvici je bio i konačnim poredkom na olimpijskom turniru.

## Mjesta i vrijeme odigravanja susreta
Susreti su se odigrali od 4. do 11. kolovoza 1932.

## Momčadi sudionice

### Brit. Indija
Richard Allen, Muhammad Aslam, Lal Bokhari, Frank Brewin, Richard Carr, Dhyan Chand, Leslie Hammond, Arthur Hind, Sayed Jaffar, Masud Minhas, Broome Pinniger, Gurmit Singh Kullar, Roop Singh, William Sullivan, Carlyle Tapsell

### Japan
Šunkići Hamada, Junzo Inohara, Sadajoši Kobajaši, Haruhiko Kon, Kenići Koniši, Hiroši Nagata, Eiići Nakamura, Jošio Sakai, Kacumi Šibata, Akio Sohda, Tošio Usami

### SAD
William Boddington, Harold Brewster, Roy Coffin, Amos Deacon, Horace Disston, Samuel Ewing, James Gentle, Henry Greer, Lawrence Knapp, David McMullin, Leonard O'Brien, Charles Sheaffer, Frederick Wolters

Izvori navode da su u sastavu bili i: Lanphear Buck, Wilson Hobson i Robert Pyle.

Trener: Frank Leslie Jones.

## Rezultati
| Nadnevak     |  | Država       |        | Država       |
| ------------ |  | ------------ | ------ | ------------ |
| 4. kolovoza  |  | Brit. Indija | 11 : 1 | Japan        |
| 8. kolovoza  |  | SAD          | 2 : 9  | Japan        |
| 11. kolovoza |  | SAD          | 1 : 24 | Brit. Indija |

| 4. kolovoza 1932.                        |        |       |  |
| Brit. Indija                             | 11 : 1 | Japan |  |
| Chand 3, Singh 3, Singh Kullar 3, Carr 1 |        |       |  |

| 8. kolovoza 1932. |       |     |  |
| Japan             | 9 : 2 | SAD |  |
|                   |       |     |  |

| 11. kolovoza 1932.                            |        |     |  |
| Brit. Indija                                  | 24 : 1 | SAD |  |
| Chand 8, Singh 10, Singh Kullar 5, Pinniger 1 |        |     |  |

| Mj. | Momčad       | Ut | Pb | N | Pz | Pos | Pri | RP  | Bod |
| --- | ------------ | -- | -- | - | -- | --- | --- | --- | --- |
| 1   | Brit. Indija | 2  | 2  | 0 | 0  | 35  | 2   | 33  | 4   |
| 2   | Japan        | 2  | 1  | 0 | 1  | 10  | 13  | -3  | 2   |
| 3   | SAD          | 2  | 0  | 0 | 2  | 3   | 33  | -30 | 0   |

Pobijedila je momčad Indije.

## Završni poredak
| Momčadi |        |
| Zlato   | Indija |
| Srebro  | Japan  |
| Bronca  | SAD    |

| Olimpijski prvaci 1932.   |
| ------------------------- |
| Brit. Indija Drugi naslov |